# D mol (zespół muzyczny)
D mol – czarnogórski zespół muzyczny, założony w 2019.
Nazwa grupy została pierwotnie zapisana jako D-Moll, ale na początku marca 2019 została potwierdzona jako D mol.

## Historia zespołu
Zespół zwyciężył z utworem „Heaven” w koncercie Montevizija 2019, dzięki czemu reprezentowali Czarnogórę w 64. Konkursie Piosenki Eurowizji 2019 w Tel Awiwie. 12 maja wystąpili jako drudzy w kolejności w pierwszym półfinale konkursu i zajęli 16. miejsce z 46 punktami, przez co nie zakwalifikowali się do finału.